# Idiocerus elegans
Idiocerus elegans är en insektsart som beskrevs av Flor 1861. Idiocerus elegans ingår i släktet Idiocerus och familjen dvärgstritar. Inga underarter finns listade i Catalogue of Life.